# Israel Football League 2007-2008
La Israel Football League 2007-2008 è stata la 1ª edizione del campionato di football americano di primo livello, organizzato da AFI.

## Squadre partecipanti
| Club                    | Città             | Stadio | Sponsor ufficiale | Risultato nella stagione 2007 |
| ----------------------- | ----------------- | ------ | ----------------- | ----------------------------- |
| Haifa Underdogs         | Haifa             |        | Nemo’s            |                               |
| Jerusalem Lions         | Gerusalemme       |        | Big Blue          |                               |
| Ramat HaSharon Pioneers | Ramat HaSharon    |        |                   |                               |
| Tel Aviv-Jaffa Sabres   | Tel Aviv - Giaffa |        |                   |                               |

## Stagione regolare

### Classifica
La classifica della regular season è la seguente:
- PCT = percentuale di vittorie, G = partite giocate, V = partite vinte,  P = partite perse, PF = punti fatti, PS = punti subiti

| Pos. | Squadra                 | PCT  | G | V | N | P | PF | PS |
| ---- | ----------------------- | ---- | - | - | - | - | -- | -- |
| 1    | Jerusalem Lions         | .889 | 9 | 8 | 0 | 1 | ?  | ?  |
| 2    | Haifa Underdogs         | .667 | 9 | 6 | 0 | 3 | ?  | ?  |
| 3    | Ramat HaSharon Pioneers | .333 | 9 | 3 | 0 | 6 | ?  | ?  |
| 4    | Tel Aviv-Jaffa Sabres   | .111 | 9 | 1 | 0 | 8 | ?  | ?  |

## Playoff

### Tabellone
|  | Semifinali | Semifinali              | Semifinali |                 |         | I Israel Bowl | I Israel Bowl   | I Israel Bowl |  |
|  |            |                         |            |                 |         |               |                 |               |  |
|  |            |                         |            |                 |         | 1             | Jerusalem Lions | 24            |  |
|  |            |                         |            |                 |         | 1             | Jerusalem Lions | 24            |  |
|  |            |                         | 3          | Haifa Underdogs | 18 o.t. |               |                 |               |  |
|  | 2          | Haifa Underdogs         | 3          | Haifa Underdogs | 18 o.t. | 38            |                 |               |  |
|  | 2          | Haifa Underdogs         |            |                 |         |               |                 |               |  |
|  | 3          | Ramat HaSharon Pioneers | 14         |                 |         |               |                 |               |  |

### Semifinale
| 2008 | Haifa Underdogs | 38 – 14 | Ramat HaSharon Pioneers |  |

### I Israel Bowl
| Gerusalemme 28 marzo 2008 | Jerusalem Lions | 24 – 18 (d.t.s.) | Haifa Underdogs | Kraft Family Stadium |

## Verdetti
- Jerusalem Lions Campioni di Israele 2007-2008 (1º titolo)